# Bandar Baru Bangi
Bandar Baru Bangi (tradotta letteralmente come Nuova Città Bangi) è una cittadina malese, recentemente soprannominata Città della Conoscenza, situata nel distretto Hulu Langat dello stato di Selangor. Il suo nome deriva dalla piccola città di Bangi, situata poco più a sud. Bandar Baru Bangi si trova vicino alla più grande Kajang, e dista circa 25km dalla capitale nazionale Kuala Lumpur.
Oltre a possedere diverse infrastrutture ed un hotel 5 stelle, Bandar Baru Bangi è casa di diversi musicisti e gruppi indipendenti locali, tra cui figurano Azmyl Yunor, Radiodish, Lucy In The Loo, Shock System, Barboss e la doppiatrice Sarah Nadhirah Azman.

## Istruzione

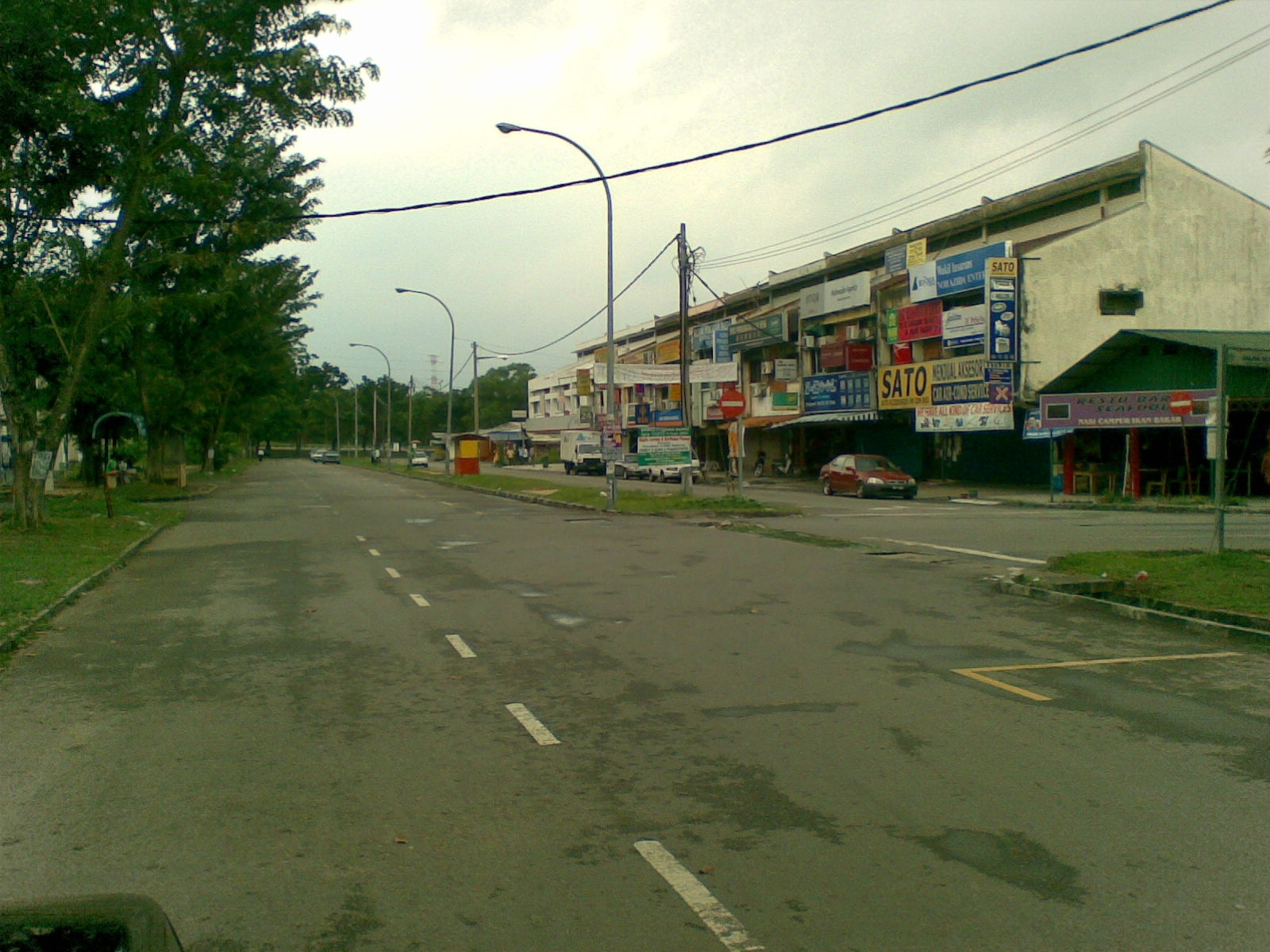
Area industriale Jalan 6 di Bandar Baru Bangi

### Scuole private
- Sekolah Rendah Islam Pintar Tahfiz
- Institut Pintar Tahfiz Fuqaha (scuola secondaria)
- SRI Ayesha
- Seri ABIM
- Sekolah Al-Amin

### Scuole elementari
- Sekolah Kebangsaan Bandar Baru Bangi
- Sekolah Kebangsaan Jalan 2 Bandar Baru Bangi
- Sekolah Kebangsaan Jalan 3 Bandar Baru Bangi
- Sekolah Kebangsaan Jalan 4 Bandar Baru Bangi
- Sekolah Kebangsaan Jalan 6 Bandar Baru Bangi
- Sekolah Kebangsaan Seksyen 7 Bandar Baru Bangi

### Scuole medie e superiori
- Sekolah Menengah Kebangsaan Bandar Baru Bangi
- Sekolah Menengah Kebangsaan Jalan 2 Bandar Baru Bangi
- Sekolah Menengah Kebangsaan Jalan 3 Bandar Baru Bangi
- Sekolah Menengah Kebangsaan Jalan 4 Bandar Baru Bangi
- Sekolah Menengah Kebangsaan Jalan Reko

### Università
- Universiti Kebangsaan Malaysia (UKM)
- Maktab Perguruan Islam (MPI)
- Istituto Franco-Malese (UNIKL - MFI)
- Kolej Poly-Tech MARA (KPTM)
- Universiti Tenaga Nasional (UNITEN)
- Institut Latihan Kehakiman Dan Perundangan (ILKAP)
- Istituto Tedesco-Malese (GMI)
- College di Direzione d'Aviazione (AMC)

## Laboratori di ricerca
- Agenzia nucleare malese Archiviato il 24 maggio 2021 in Internet Archive. (precedentemente conosciuta come Malaysian Institute of Nuclear Technology Research, o MINT)
- Malaysian Palm Oil Board (MPOB)

## Industrie
- Sony
- Hitachi
- DENSO
- Sapura
- Pepsi
- Tenaga Cable Industries

## Governance

### Agenzia nazionale
- National Institute for Occupational Safety and Health (NIOSH, Istituto Nazionale della Sicurezza e della Salute sul Lavoro)

### Agenzie governative
- Lembaga Hasil Dalam Negeri (LHDN)
- Jabatan Imigresen Malaysia
- Jabatan Perdaftaran Malaysia
- Jabatan Pengankutan Jalan Malaysia
- Kupulan Wang Simpanan Pekerja

## Infrastrutture e trasporti
- Campo di golf Bangi
- Taman Tasik Cempaka
- Piccolo skatepark
- Hotel Equatorial Bangi
- Kelab Rekreasi UKM-KRU
- Bangi Avenue
- McDonald's
- Perpustakaan Daerah Hulu Langat
- Aktif Futsal, Futsal Court